# Rez jehlicová

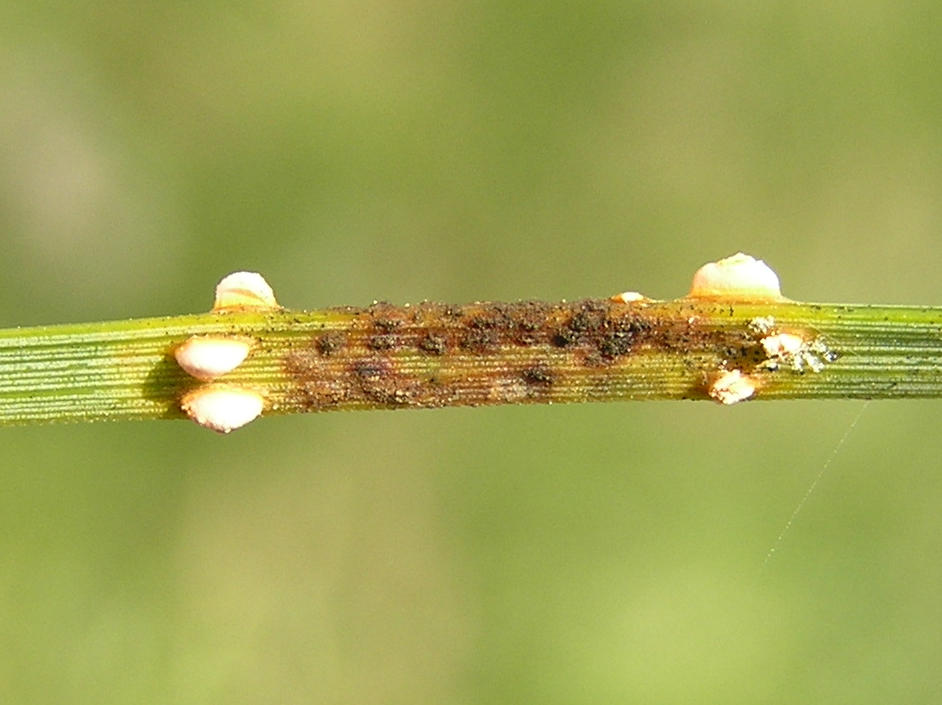
Rez Coleosporium tussilaginis

Rez jehlicová je houbová choroba rostlin způsobená houbami rodu puchýřnatka (Coleosporium ) z čeledě Coleosporiaceae řádu rzi (Pucciniales ). Vzhledem k morfologické nerozlišitelnosti jsou některými autory pokládány jednotlivé druhy puchýřnatky jen za biologické rasy a jsou spojovány do kolektivního druhu Coleosporium tussilaginis (Pers.) Lév.

## EPPO kód
1COLSG

## Synonyma patogena

### Vědecké názvy
Podle biolib.cz je pro patogena s označením Coleosporium používáno více rozdílných názvů, například Erannium nebo Synomyces.

## Zeměpisné rozšíření
Rozšíření je uváděno ze severní polokoule. V Severní Americe je známo více než 20 druhů tohoto rodu. 

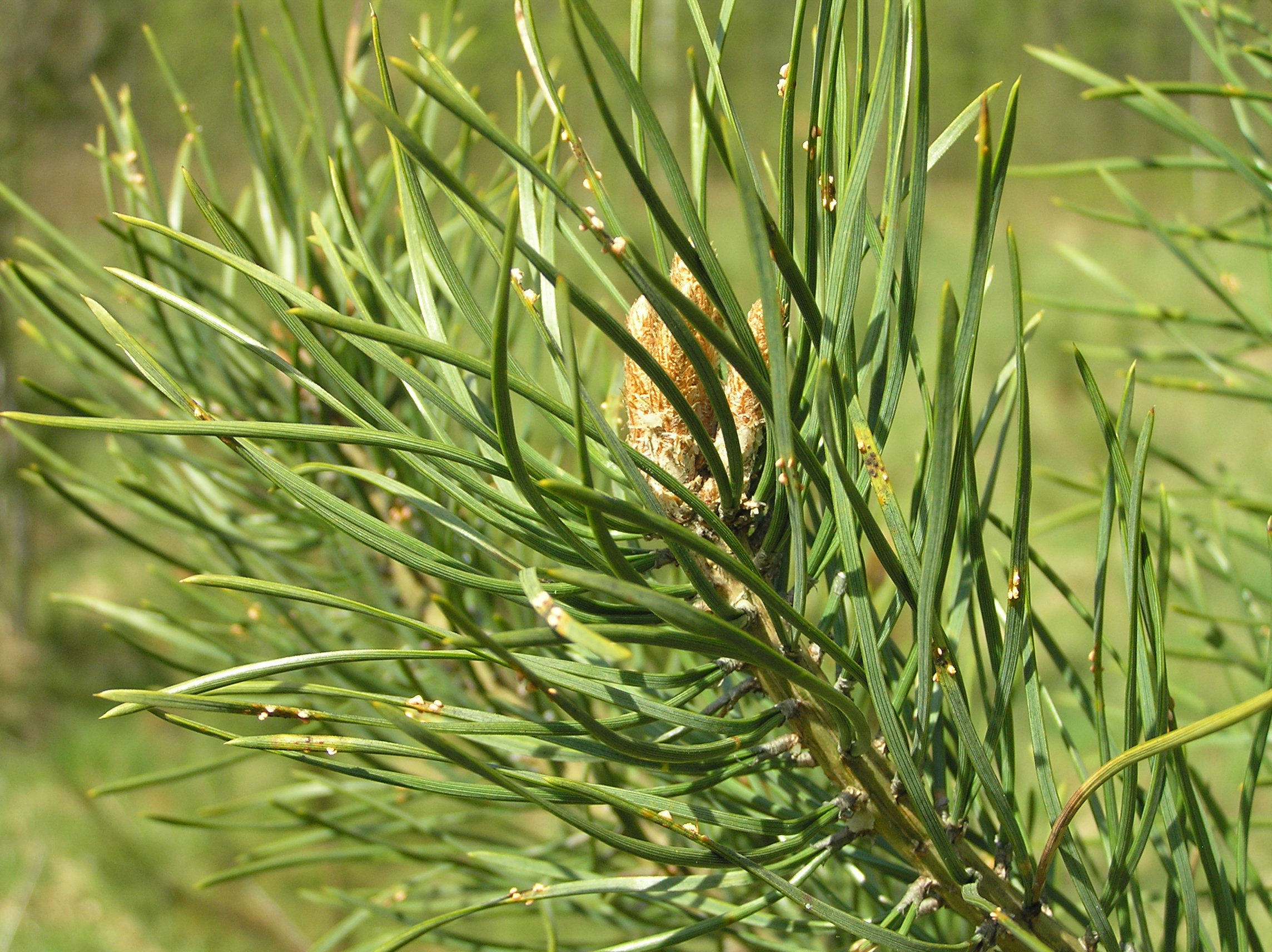
Coleosporium tussilaginis na borovici.

### Výskyt v Česku
Rzi z rodu Coleosporium byly ještě v 50. a koncem 60. let rozšířeny v ČR jen na omezených lokalitách především ve vysokohorských polohách. Doc. Příhoda ve své učebnici Lesnická fytopatologie z r. 1959 uvádí výskyt těchto rzí na vrcholcích a hřebenech Jeseníků. Šíření rzi jehlicové bylo zaznamenáno již koncem 70. ale zejména začátkem 80. let. Na jaře roku 1998 se ale na mnoha místech v České republice vyskytla epidemie rzi jehlicové napadající borovici lesní. 

## Hostitel
Rez jehlicová je rozšířena po celém světě na nejrůznějších druzích borovic, infikuje většinu dvou a tříjehličných borovic. Mezihostiteli či vedlejšími hostiteli rzi jehlicové jsou četné nejrůznější byliny.

## Příznaky
Na víceletých, méně často na jednoletých jehlicích žluté skvrny a kapky pryskyřice, během léta puchýřkovitá ložiska spor s oranžovým středem a bílým okrajem. Později následuje opad jehlic. 

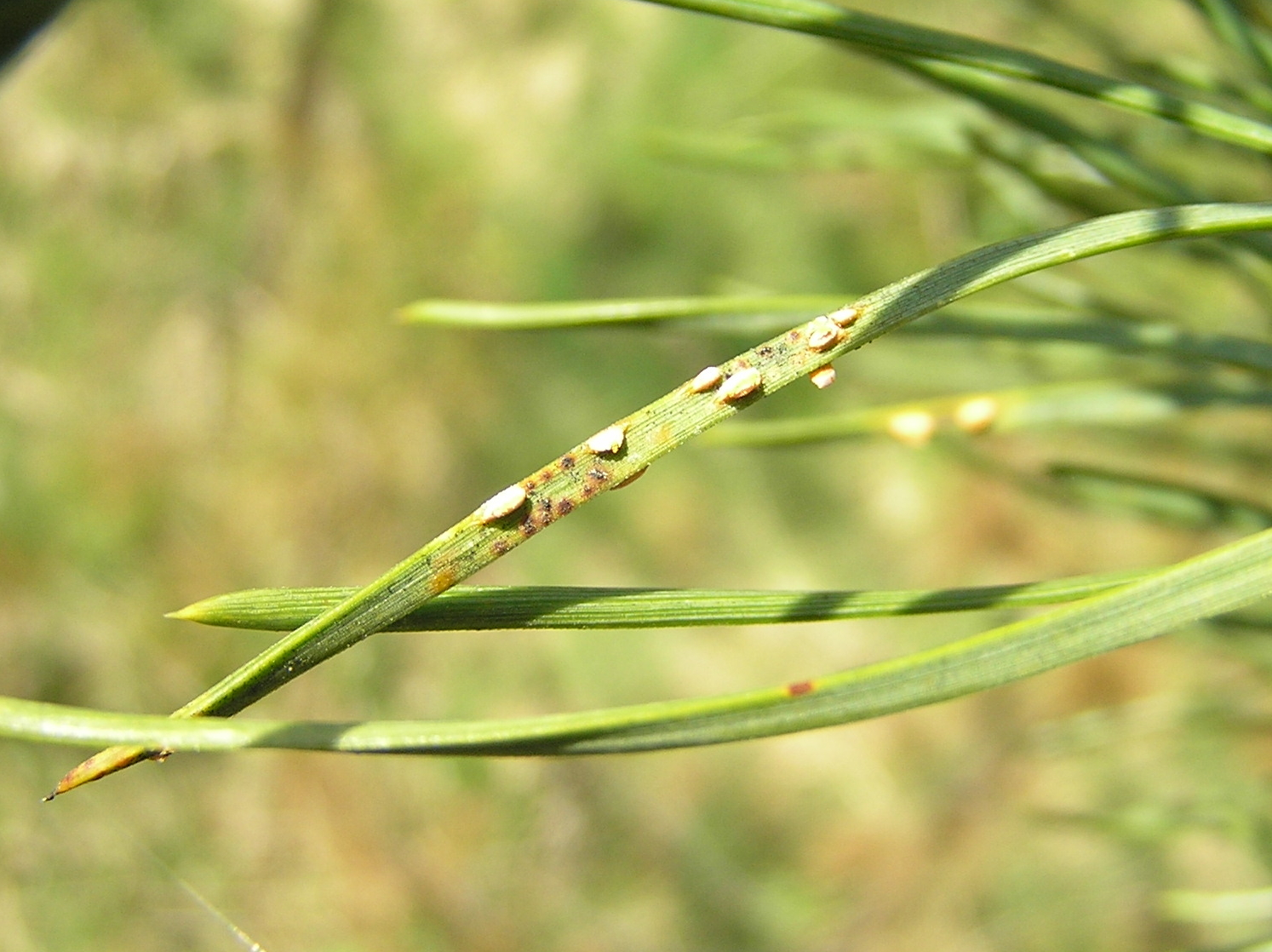
Coleosporium tussilaginis na jehlici.

### Možnost záměny
Nelze.

## Význam
U mladých stromků snížení životaschopnosti. Při velmi silné epidemii na LS Šternberk je uváděna ztráta cca 30 % čtyřletých jedinců borovice lesní v daném porostu (Klíma, 2001). Vážný problém může způsobit choroba na plantážích vánočních stromků. I když zde choroba nemusí způsobit úhyn jedince, může ho natolik vzhledově ovlivnit, že výsledná ekonomická ztráta bude citelná. 

## Biologie
Délka vývojového cyklu rzi jehlicové trvá jeden rok, vývoj je však rozložen do dvou vegetačních období.

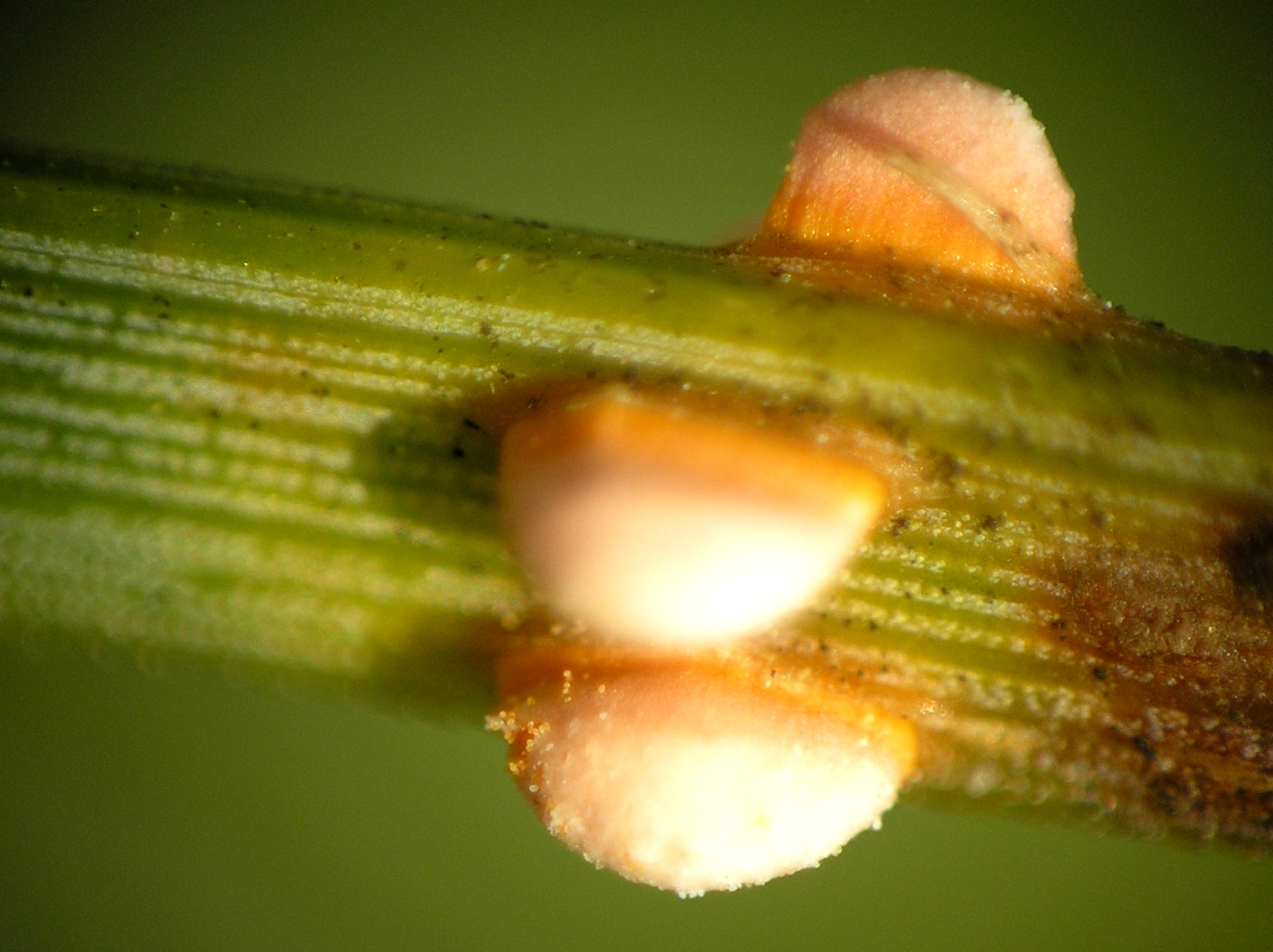
Coleosporium tussilaginis, makro.

Po infekci se na bylinných mezihostitelích na spodní straně listů i na stonku vytvářejí ložiska letních výtrusů, uredie,viditelné jako oranžové skvrny, někdy již po 10-14 dnech po infekci. V příznivých klimatických podmínkách jsou uredospory produkovány po celý rok a umožňují rzi přezimovat na bylinném hostiteli, resp. na jeho zbytcích z předchozího roku. Uredospory se mohou vyvíjet i v nepřítomnosti borovice nebo se na bylinném mezihostiteli objevují před vývojem aecií na borových jehlicích.

## Šíření
Větrem.

## Ochrana rostlin
Obvykle není nutná, lze aplikovat fungicidy účinné pro ti rzím. V obraně proti této rzi se ale jako nejúčinnější opatření jeví prevence, tj. vyžínání mladých kultur a mlazin – přednostně odstranění bylinných hostitelů, na kterých se ložiska letních a zimních výtrusů vyskytují.

### Chemická ochrana
- DITHANE DG NEO-TEC
- DITHANE M 45
- NOVOZIR MN 80 NEW [5]